# Volcà Empèdocles

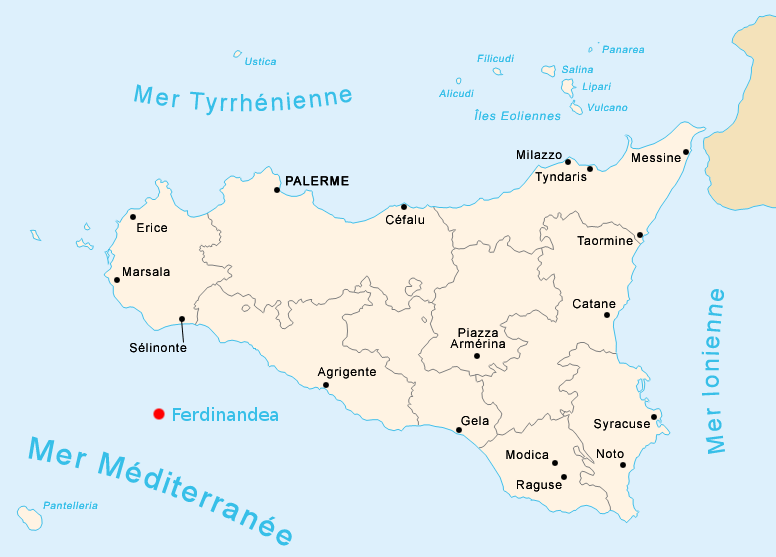
Localització de Ferdinandea, cim d'Empèdocles

Empèdocles és un volcà submarí inactiu, situat a 40 km al sud-oest de Sicília. Rep el nom en honor del filòsof grec Empèdocles, un dels fundadors de la doctrina dels quatre elements, que eren la base de tot el que existia en l'univers, i segons una llegenda, fou llançat a l'Etna.
Fou descobert per Giovanni Lanzafame, de l'Institut Nacional de Geofísica i Vulcanologia de l'estat italià, n'anuncià el descobriment el 21 de juny de 2006. Després de realitzar recerques al voltant de l'illa de Ferdinandea, Giovanni Lanzafame i els seus col·legues, a bord del navili Universitatis, comprovaren que l'illa era solament una part del volcà i que les fumaroles presents al voltant de l'illa formaven part d'una única estructura, que fa 400 m d'alt, 30 km de llarg i 25 d'ample. Això el converteix en el volcà més gran de l'estat italià.